# Federico Delbonis
Federico Delbonis, né le 5 octobre 1990 à Azul, est un joueur de tennis argentin, professionnel depuis 2007.
Il est membre de l'équipe d'Argentine de Coupe Davis, avec laquelle il a remporté le titre en 2016.

## Carrière
En juillet 2013 au tournoi de Hambourg, il atteint sa première finale en simple sur le circuit principal alors qu'il sort des qualifications et est classé à la 114e place mondiale. Il élimine notamment Fernando Verdasco (65-7, 7-68, 6-4), puis le cinquième joueur mondial (et ancien numéro un) Roger Federer en demi-finale (7-67, 7-64). Il finit par s'incliner contre l'Italien Fabio Fognini (4-6, 7-68, 6-2), non sans avoir obtenu trois balles de match dans le jeu décisif du deuxième set. Ces performances lui permettent d'atteindre la 65e place après le tournoi.
En février 2014, il remporte son premier tournoi ATP à l'Open du Brésil à São Paulo, en battant notamment Nicolás Almagro et Paolo Lorenzi en finale. En mai de la même année, il atteint la finale de l'Open de Nice, s'inclinant face à Ernests Gulbis après avoir écarté notamment John Isner et Gilles Simon, respectivement têtes de série no 1 et 4. En septembre, il joue pour la première fois en Coupe Davis, s'inclinant en double aux côtés d'Horacio Zeballos lors du match de barrage contre Israël.
En 2015, il participe aux trois rencontres de Coupe Davis que joue l'Argentine cette année-là, offrant la victoire à son équipe lors du match décisif contre le Brésil en huitièmes de finale en mars face à Thomaz Bellucci, puis s'imposant contre le Serbe Viktor Troicki en quarts, avant de s'incliner à deux reprises lors de la demi-finale contre la Belgique.
Début 2016, il atteint pour la première fois le 3e tour d'un tournoi du Grand Chelem lors de l'Open d'Australie.
Au Masters d'Indian Wells en mars, il réalise l'exploit de battre le no 2 mondial Andy Murray, en 3 sets (6-4, 4-6, 7-63) pour atteindre les huitièmes de finale, où il s'incline contre Gaël Monfils.
En avril, il remporte son deuxième titre ATP au tournoi de Marrakech en battant Borna Ćorić (6-2, 6-4) en finale.
En juillet, il remporte ses deux matchs de simple contre les Italiens Andreas Seppi (7-64, 3-6, 6-3, 7-63) et Fabio Fognini (6-4, 7-5, 3-6, 7-5) lors du quart de finale de Coupe Davis, qualifiant son pays pour le tour suivant. Sélectionné à nouveau lors de la finale en novembre, à Zagreb, il perd d'abord le premier match de la rencontre face à Marin Čilić (6-3, 7-5, 3-6, 1-6, 6-2) dans un gros combat, avant de remporter le cinquième match décisif face à Ivo Karlović 20e mondial (6-3, 6-4, 6-2) complètement à côté de la partie, offrant à l'Argentine la première victoire de son histoire dans cette compétition.
Classé 75e mondial quand il se présente à Roland-Garros en 2019, il bat l'Espagnol et 136e mondial Guillermo García-López au premier tour en quatre sets (6-1, 3-6, 6-3, 6-2), mais est éliminé au deuxième tour par l'Italien 12e mondial, Fabio Fognini, en quatre sets (4-6, 6-3, 3-6, 3-6).
Il a remporté 11 titres Challenger en simple : à Manerbio en 2009, Rome en 2010, Bucaramanga et Barranquilla en 2013, Sarasota, Milan et Rome en 2015, Todi et Cali en 2017 et Biella en 2018. Il remporte également un titre à Pérouse en 2019. 
Le 29 janvier 2024, il annonce prendre sa retraite à l'âge de 33 ans après le Tournoi de Buenos Aires, il perd au premier tour en double avec son partenaire Facundo Bagnis contre la paire Jaume Munar / Roberto Carballés Baena (4-6, 2-6). 

## Palmarès

### Titres en simple messieurs
| No | Date       | Nom et lieu du tournoi          | Catégorie | Dotation  | Surface      | Finaliste     | Score         |          |
| -- | ---------- | ------------------------------- | --------- | --------- | ------------ | ------------- | ------------- | -------- |
| 1  | 24-02-2014 | Brasil Open, São Paulo          | ATP 250   | 474 005 $ | Terre (int.) | Paolo Lorenzi | 4-6, 6-3, 6-4 | Parcours |
| 2  | 04-04-2016 | Grand-Prix Hassan II, Marrakech | ATP 250   | 463 520 € | Terre (ext.) | Borna Ćorić   | 6-2, 6-4      | Parcours |

### Finales en simple messieurs
| No | Date       | Nom et lieu du tournoi                                   | Catégorie | Dotation    | Surface      | Vainqueur      | Score          |          |
| -- | ---------- | -------------------------------------------------------- | --------- | ----------- | ------------ | -------------- | -------------- | -------- |
| 1  | 15-07-2013 | bet-at-home Open - German Tennis Championships, Hambourg | ATP 500   | 1 102 500 € | Terre (ext.) | Fabio Fognini  | 4-6, 7-68, 6-2 | Parcours |
| 2  | 19-05-2014 | Open de Nice Côte d'Azur, Nice                           | ATP 250   | 426 605 €   | Terre (ext.) | Ernests Gulbis | 6-1, 7-65      | Parcours |

### Titres en double messieurs
| No | Date       | Nom et lieu du tournoi | Catégorie | Dotation  | Surface      | Partenaire      | Finalistes                  | Score    |          |
| -- | ---------- | ---------------------- | --------- | --------- | ------------ | --------------- | --------------------------- | -------- | -------- |
| 1  | 26-02-2018 | Brasil Open São Paulo  | ATP 250   | 516 205 $ | Terre (ext.) | Máximo González | Wesley Koolhof Artem Sitak  | 6-4, 6-2 | Parcours |
| 2  | 25-02-2019 | Brasil Open São Paulo  | ATP 250   | 550 145 $ | Terre (ext.) | Máximo González | Luke Bambridge Jonny O'Mara | 6-4, 6-3 | Parcours |

### Finales en double messieurs
| No | Date       | Nom et lieu du tournoi            | Catégorie | Dotation  | Surface      | Vainqueurs                     | Partenaire        | Score             |          |
| -- | ---------- | --------------------------------- | --------- | --------- | ------------ | ------------------------------ | ----------------- | ----------------- | -------- |
| 1  | 30-07-2018 | Generali Open Kitzbühel           | ATP 250   | 501 345 € | Terre (ext.) | Roman Jebavý Andrés Molteni    | Daniele Bracciali | 6-2, 6-4          | Parcours |
| 2  | 15-07-2019 | Swedish Open Båstad               | ATP 250   | 524 340 € | Terre (ext.) | Sander Gillé Joran Vliegen     | Horacio Zeballos  | 65-7, 7-5, [10-5] | Parcours |
| 3  | 08-03-2021 | Chile Dove Men+Care Open Santiago | ATP 250   | 569 010 $ | Terre (ext.) | Simone Bolelli Máximo González | Jaume Munar       | 7-64, 6-4         | Parcours |

## Parcours dans les tournois duGrand Chelem

### En simple
| Année | Open d'Australie | Open d'Australie | Internationaux de France | Internationaux de France | Wimbledon       | Wimbledon         | US Open         | US Open           |
| ----- | ---------------- | ---------------- | ------------------------ | ------------------------ | --------------- | ----------------- | --------------- | ----------------- |
| 2013  | —                | —                | 2e tour (1/32)           | Mikhail Youzhny          | —               | —                 | —               | —                 |
| 2014  | 1er tour (1/64)  | Blaž Rola        | 1er tour (1/64)          | Dušan Lajović            | 1er tour (1/64) | Jarkko Nieminen   | 2e tour (1/32)  | Gilles Simon      |
| 2015  | 1er tour (1/64)  | Nick Kyrgios     | 1er tour (1/64)          | Juan Mónaco              | 1er tour (1/64) | Grigor Dimitrov   | 1er tour (1/64) | Ivo Karlović      |
| 2016  | 3e tour (1/16)   | Gilles Simon     | 1er tour (1/64)          | P. Carreño Busta         | 1er tour (1/64) | Fabio Fognini     | 2e tour (1/32)  | R. Bautista-Agut  |
| 2017  | 1er tour (1/64)  | Steve Johnson    | 1er tour (1/64)          | K. Kravchuk              | —               | —                 | —               | —                 |
| 2018  | 1er tour (1/64)  | Gilles Müller    | 2e tour (1/32)           | P. Carreño Busta         | 1er tour (1/64) | Feliciano López   | 1er tour (1/64) | Diego Schwartzman |
| 2019  | 1er tour (1/64)  | John Millman     | 2e tour (1/32)           | Fabio Fognini            | 1er tour (1/64) | Daniel Evans      | 1er tour (1/64) | Alexei Popyrin    |
| 2020  | 2e tour (1/32)   | Rafael Nadal     | 1er tour (1/64)          | J. I. Londero            | Annulé          | Annulé            | 1er tour (1/64) | Daniil Medvedev   |
| 2021  | —                | —                | 1/8 de finale            | A. Davidovich            | 1er tour (1/64) | Andrey Rublev     | 1er tour (1/64) | Denis Shapovalov  |
| 2022  | 1er tour (1/64)  | Pedro Martínez   | 2e tour (1/32)           | Andrey Rublev            | 1er tour (1/64) | Tim van Rijthoven | 1er tour (1/64) | John Isner        |

N.B. : à droite du résultat se trouve le nom de l'ultime adversaire.

### En double
| Année | Open d'Australie            | Open d'Australie              | Internationaux de France       | Internationaux de France     | Wimbledon                         | Wimbledon                 | US Open                       | US Open                   |
| ----- | --------------------------- | ----------------------------- | ------------------------------ | ---------------------------- | --------------------------------- | ------------------------- | ----------------------------- | ------------------------- |
| 2013  | —                           | —                             | —                              | —                            | —                                 | —                         | 1er tour (1/32) L. Mayer      | Bob Bryan Mike Bryan      |
| 2014  | 1er tour (1/32) A. Ramos    | Ł. Kubot R. Lindstedt         | 1er tour (1/32) F. Bagnis      | P. Cuevas H. Zeballos        | 1er tour (1/32) L. Mayer          | M. Llodra N. Mahut        | 1er tour (1/32) A. Falla      | R. Lindstedt J. Melzer    |
| 2015  | 1er tour (1/32) A. Ramos    | C. Guccione L. Hewitt         | 1er tour (1/32) D. Schwartzman | P.-H. Herbert M. Mahut       | —                                 | —                         | 2e tour (1/16) D. Schwartzman | L. Mayer João Sousa       |
| 2016  | 1er tour (1/32) G. Durán    | M. Fyrstenberg Jerzy Janowicz | 2e tour (1/16) A. Molteni      | F. López Marc López          | 2e tour (1/16) D. Schwartzman     | Jamie Murray Bruno Soares | 1er tour (1/32) Guido Pella   | H. Kontinen John Peers    |
| 2017  | 1er tour (1/32) F. Bagnis   | Brian Baker Nikola Mektić     | —                              | —                            | —                                 | —                         | —                             | —                         |
| 2018  | 1er tour (1/32) V. Estrella | O. Marach Mate Pavić          | 2e tour (1/16) Benoît Paire    | M. Arévalo J. Cerretani      | 2e tour (1/16) M. Á. Reyes-Varela | L. Mayer João Sousa       | —                             | —                         |
| 2019  | —                           | —                             | 1/8 de finale G. Durán         | M. Kukushkin Joran Vliegen   | 1er tour (1/32) Andrés Molteni    | Alex de Minaur Matt Reid  | 2e tour (1/16) R. Carballés   | Bob Bryan Mike Bryan      |
| 2020  | 2e tour (1/16) L. Mayer     | John Peers Michael Venus      | —                              | —                            | Annulé                            | Annulé                    | —                             | —                         |
| 2021  | —                           | —                             | 1er tour (1/32) Divij Sharan   | Alex de Minaur Matt Reid     | 1er tour (1/32) Artem Sitak       | J. Chardy F. Martin       | 1er tour (1/32) F. Bagnis     | M. Granollers H. Zeballos |
| 2022  | 1er tour (1/32) F. Bagnis   | Nikola Mektić Mate Pavić      | 1er tour (1/32) Hugo Dellien   | Enzo Couacaud Manuel Guinard | 1er tour (1/32) S. Báez           | Nikola Čačić A. Vavassori | —                             | —                         |

N.B. : le nom du partenaire se trouve sous le résultat ; le nom des ultimes adversaires se trouve à droite.

## Parcours dans lesMasters 1000
| Année | Indian Wells             | Miami                      | Monte-Carlo          | Madrid                      | Rome                    | Canada              | Cincinnati          | Shanghai           | Paris                |
| ----- | ------------------------ | -------------------------- | -------------------- | --------------------------- | ----------------------- | ------------------- | ------------------- | ------------------ | -------------------- |
| 2012  | —                        | —                          | 1er tour P. Andújar  | 2e tour J. Tipsarević       | —                       | —                   | —                   | —                  | —                    |
|       |                          |                            |                      |                             |                         |                     |                     |                    |                      |
| 2014  | 1er tour A. Falla        | 1er tour R. Harrison       | 1er tour Lu Yen-hsun | 1er tour F. López           | 1er tour Ivan Dodig     | 1er tour J. Chardy  | 1er tour G. Monfils | —                  | —                    |
| 2015  | 2e tour K. Anderson      | 2e tour D. Ferrer          | —                    | —                           | —                       | —                   | —                   | —                  | —                    |
| 2016  | 1/8 de finale G. Monfils | 2e tour G. Dimitrov        | 1er tour F. Verdasco | —                           | —                       | 1er tour D. Novikov | 1er tour S. Johnson | 1er tour K. Edmund | —                    |
| 2017  | 2e tour J. M. del Potro  | 1/8 de finale K. Nishikori | —                    | —                           | —                       | —                   | —                   | —                  | —                    |
| 2018  | 2e tour R. Federer       | —                          | —                    | 2e tour D. Thiem            | 1er tour A. Ramos       | —                   | —                   | —                  | —                    |
| 2019  | 1er tour J. Thompson     | 3e tour N. Djokovic        | 1er tour M. Kližan   | —                           | —                       | —                   | 2e tour R. Gasquet  | —                  | —                    |
| 2020  | n.o.                     | n.o.                       | n.o.                 | n.o.                        | —                       | n.o.                | —                   | n.o.               | 1er tour J. Thompson |
| 2021  | 1er tour Y. Nishioka     | 1er tour J. Thompson       | 2e tour R. Nadal     | 1/8 de finale M. Berrettini | 1/4 de finale R. Opelka | —                   | 1er tour J. Sinner  | n.o.               | 1er tour C. Norrie   |
| 2022  | 2e tour Nick Kyrgios     | 1er tour A. Murray         | 2e tour A. Zverev    | 1er tour D. Evans           | 1er tour P. Carreño     | —                   | —                   | n.o.               | —                    |

N.B. : sous le résultat se trouve le nom de l’ultime adversaire.

## Victoires sur le top 10
Toutes ses victoires sur des joueurs classés dans le top 10 de l'ATP lors de la rencontre.
| Légende      |
| ------------ |
| Grand Chelem |
| Masters 1000 |
| 500 Series   |
| 250 Series   |

| # | F.D.   | Tournoi      | Année | Surface      | Adversaire         | Rang | Tour | Score          |
| - | ------ | ------------ | ----- | ------------ | ------------------ | ---- | ---- | -------------- |
| 1 | no 114 | Hambourg     | 2013  | Terre battue | Roger Federer      | no 5 | 1/2  | 7-67, 7-64     |
| 2 | no 74  | Genève       | 2015  | Terre battue | Stanislas Wawrinka | no 9 | 1/4  | 65-7, 6-4, 6-4 |
| 3 | no 53  | Indian Wells | 2016  | Dur          | Andy Murray        | no 2 | 1/16 | 6-4, 4-6, 7-63 |

## Classements ATP en fin de saison
| Année          | 2007 | 2008 | 2009 | 2010 | 2011 | 2012 | 2013 | 2014 | 2015 | 2016 | 2017 | 2018 | 2019 | 2020 | 2021 | 2022 |
| Rang en simple | 1180 | 842  | 195  | 160  | 166  | 136  | 55   | 60   | 52   | 41   | 68   | 80   | 76   | 82   | 44   | 126  |
| Rang en double | 1213 | 1045 | 847  | 347  | 259  | 253  | 189  | 186  | 256  | 152  | 401  | 134  | 125  | 169  | 174  | 197  |

Source : (en) Classements de Federico Delbonis sur le site officiel de la Fédération internationale de tennis